# 슈바르치안
슈바르치안(영어: Schwarzian)은 주어진 유리형 함수가 뫼비우스 변환에 얼마나 가까운지 나타내는 미분 연산자다.

## 정의
임의의 유리형 함수 {\displaystyle f\colon \mathbb {C} \to \mathbb {C} }를 생각하자. 그렇다면 그 슈바르치안 {\displaystyle Sf}는 다음과 같이 정의한다.
{\displaystyle Sf={\frac {f'''}{f'}}-{\frac {3}{2}}\left({\frac {f''}{f'}}\right)^{2}.}
만약 {\displaystyle f}가 뫼비우스 변환이라면, {\displaystyle Sf=0}이다. 반대로, 만약 {\displaystyle Sf=0}이라면 {\displaystyle f}는 뫼비우스 변환이다.

## 역사
헤르만 아만두스 슈바르츠가 도입하였다.